# Złoty człowiek (komiks)
Złoty człowiek (ang. The Gilded Man) – disneyowski komiks Carla Barksa.
Historyjka po raz pierwszy ukazała się 15 lipca 1952 roku w amerykańskim czasopiśmie komiksowym „One Shots”. Po raz pierwszy wydano ją po polsku 24 listopada 2021 roku w 14. Tomie kolekcji „Kaczogród. Carl Barks”.
Jest to komiks uznawany za jeden z najważniejszych i najlepszych w dorobku Barksa. Zajmuje 19. Miejsce na topliście INDUCKS (stan na 30 stycznia 2022 roku). Do komiksu nawiązywali liczni autorzy komiksów disneyowskich. W 1960 roku powstał remake historii – „The Rare Stamp Search”, do którego rysunki wykonał znany z komiksów z Myszką Miki Paul Murry. W 1974 roku Barks stworzył obraz olejny nawiązujący do stworzonego przez siebie wcześniej komiksu. Dzieło nazwał „El Dorado, Gilded Ma”. Obraz ten został przedrukowany w ww. tomie „Kaczogrodu. Carl Barks” pod nazwą „El Dorado, Złoty Człowiek”.